# Клиторомегалија
Клиторомегалија (или макроклиторис) је абнормално повећање клиториса које је углавном урођено или стечено, иако се намерно изазвано повећање клиториса као облик модификације женског гениталног тела постиже различитим употребама анаболичких стероида, укључујући тестостерон. Клиторомегалија није исто што и нормално повећање клиториса које се види током сексуалног узбуђења.

## Презентација
Различити степен гениталне двосмислености се обично мери Прадеровом класификацијом, која се креће, у растућем редоследу маскулинизације, од 1: спољашње сполне органе жена са клиторомегалијом до 5: псеудофалус који изгледа као нормалне спољашње мушке гениталије.

## Узроци
Клиторомегалија је ретко стање и може бити присутна рођењем или стечена касније у животу. Ако је присутна при рођењу, урођена надбубрежна хиперплазија може бити један од узрока, јер у овом стању надбубрежна жлезда женског фетуса производи додатне андрогене, а новорођенче има двосмислене гениталије које нису јасно мушке или женске. Код трудница које су током трудноће примале норетистерон, долази до маскулинизације фетуса, што резултира хипертрофијом клиториса; међутим, ово се данас ретко виђа због употребе безбеднијих гестагена. Такође може бити узрокован аутозомно рецесивним конгениталним поремећајем познатим као Фрејсеров синдром.
Код стечене клиторомегалије, главни узрок је ендокрини хормонски дисбаланс који погађа одраслу особу, укључујући синдром полицистичних јајника (PCOS) и хипертекозу. Стечена клиторомегалија такође може бити узрокована патологијама које утичу на јајнике и друге ендокрине жлезде. Ове патологије могу укључивати вирулентне (као што је аренобластом) и неурофиброматозне туморе. Други узрок су цисте клиториса. Понекад можда нема очигледног клиничког или хормонског разлога.
Жене бодибилдерке и спортисти које користе андрогене, првенствено за повећање мишићног раста, снаге и изгледа, такође могу да доживе јасно евидентно повећање клиториса и повећање либида. За трансродне мушкарце који узимају тестостерон као део трансродне хормонске терапије (од жене до мушкарца) маскулинизација клиториса може бити пожељан ефекат. Жене које користе тестостерон из терапијских разлога (лечење ниског либида, спречавање остеопорозе, као део режима антидепресива, итд.) доживљавају извесно повећање клиториса, иако су дозе које се гарантују за ова стања много ниже. Псеудоклиторомегалија или псеудохипертрофија клиториса „пријављена је код малих девојчица услед мастурбације: манипулације кожом препуција доводе до поновљене механичке трауме, која проширује препуцијус и мале усне и на тај начин имитира истинско повећање клиториса“.

## Анатомија
У Атласу анатомије људског пола (1949) Роберта Латоа Дикинсона, типични клиторис је дефинисан са попречном ширином од 3 до 4 мм и ширини по дужини од 4 до 5 мм. С друге стране, у медицинској литератури из акушерства и гинекологије, честа дефиниција клиторомегалије је када постоји клиторални индекс (производ по дужини и попречној ширини) већи од 35 mm², што је скоро двоструко веће од горе наведене величине.

## Забринутост за људска права
Рано хируршко смањење клиторомегалије путем пуне или делимичне клиторидектомије је контроверзно, а интерсексуалне особе изложене таквом третману говоре о свом губитку физичког осећаја и губитку аутономије. Последњих година институције за људска права критиковале су рано хируршко лечење таквих карактеристика.
Године 2013. у медицинском часопису је откривено да су четири неименоване елитне спортисткиње из земаља у развоју биле подвргнуте гонадектомији и делимичној клиторидектомији након што је тестирање тестостерона открило да имају интерсексуално стање. У априлу 2016, специјални известилац Уједињених нација за здравље, Дајанус Пурас, осудио је овај третман као облик сакаћења женских гениталија „у одсуству симптома или здравствених проблема који захтевају те процедуре“.